# Grgur XIV.
Grgur XIV., lat. Gregorius PP. XIV.  (Somma Lombardo, 11. veljače 1535. – Rim, 16. listopada 1591.), rođen kao Niccoló Sfondrati, 229. poglavar Katoličke Crkve, papa od 5. prosinca 1590. do smrti 16. listopada 1591. godine.

## Raniji život
Niccoló Sfondrati rodio se 11. veljače 1535. godine u dvorcu Somma Lombardo u provinciji Varese, u Lombardiji, od oca Francesca Sfondratija (1493. – 1550.) i majke Anne, rođene Visconti. Otac mu je bio profesor prava na sveučilištima u Paviji, Bologni, Rimu i Torinu, te kasnije senator u Milanu. Kada je njegov otac postao tajni savjetnik cara Karla V., Car mu 1534. godine dodjeljuje titulu grofa Svetog Rimskog Carstva. Niccolo je bio najstariji od sedmero djece koliko su ih Francesco i Anna imali. Nakon što mu je majka umrla 1538. godine otac je prešao u crkvenu službu u Papinskoj Državi. Kasnije se zaredio, postao biskupom i kardinalom. Gotovo je sigurno da je njegov otac, tada već kardinal, utjecao na njega, te je Niccolo studirao pravo na sveučilištima u Perugi, Padovi i Paviji, gdje je i doktorirao. Za svećenika je zaređen 1551. godine. Papa Pio IV. (1559. – 1565.) imenuje ga biskupom Cremone 1560. godine. Milanski nadbiskup kardinal Carlo Borromeo (1538. – 1584.) zaredio ga je za biskupa. On će jako utjecati na Niccolov život i njih dvojica će biti veliki prijatelji cijelog života. Sudjelovao je u izradi završnih dokumenata Tridentskog koncila (1562. – 1563.). Papa Grgur XIII. (1572. – 1585.) imenuje ga kardinalom 12. prosinca 1583. godine.

## Izbor za papu
Dana 27. kolovoza 1590. godine umire papa Siksto V. (1585. – 1590.). Već devetnaest dana kasnije, što je za tadašnje prilike bilo vrlo brzo, za papu je izabran kardinal Gianbattista Castagna (1521. – 1590.) kao Urban VII. Ali, novi papa nije uspio dočekati ni svoju krunidbu. Umro je samo dvanaest dana kasnije zbog infekcije malarijom. Drugi puta te godine kardinali su se ponovno okupili 8. listopada kako bi izabrali nasljednika Urbana VII. Ovoga puta nije išlo glatko kao prethodni put, te su konklave potrajale puna dva mjeseca. I prije nego što su konklave započele, španjolski veleposlanik je dao kardinalima upute kralja Filipa II. (1556. – 1598.) za koga kardinali mogu glasovati, a za koga ne. Kralj je želio preko novog pape ostvariti svoje pretenzije na francusko prijestolje. Kako je vrijeme prolazilo na ulicama Rima zavladao je sve veći nered, a u konklavama sve veća neslaganja. Krajem studenog većina kardinala je shvatila da bez podrške sljedbenika Filipa II. nikada neće izabrati novog papu. Tako je uz podršku španjolske lige 5. prosinca za papu izabran kardinal Sfondrati. Novi papa se nazvao Grgur XIV. u čast svome prethodniku Grguru XIII. koji ga je imenovao kardinalom. Već tri dana kasnije, 8. prosinca 1590. godine Grgur XIV. je okrunjen.

## Pontifikat
Novi papa je bio fizički slab i bezvoljan, politički nespreman, ali vrlo pobožan. Zbog toga je za kardinala i državnog tajnika imenovao svoga dvadeset devetogodišnjeg nećaka Paola Emilija Sfondratija (1560. – 1618.), koji je odmah pokazao svoj egoizam i nepoštivanje strica. Na važne i odgovorne dužnosti postavio je svoje prijatelje i rodbinu. To je izazvalo negativne reakcije među kardinalima. Grgur XIV. odmah po izboru, daje potporu Francuskoj ligi protiv Henrika Navarskog (1553. – 1610.), kojeg je Siksto V. 1585. godine proglasio heretikom i isključio iz prava na francusko prijestolje. U skladu sa Salijskim zakonikom, nakon smrti kralja Henrika III. (1574. – 1589.), Henrik Navarski je trebao naslijediti francusko prijestolje, ali je Zakonik također propisivao da vladar mora biti katoličke vjere, što Henrik nije bio. Budući da Henrik Navarski u vrijeme dolaska Grgura XIV. na papinski tron još nije bio prešao na katoličanstvo, Papa uz podršku španjolskog kralja Filipa II. 1. ožujka 1591. godine obnavlja kaznu ekskomunikacije, te naređuje svećenstvu, plemstvu i svim javnim službenicima da se odreknu Henrika. U vrijeme njegovog pontifikata u Rimu je izbila epidemija kuge, a nemarnošću njegovog nećaka u gradu je zavladala oskudica i glad. Jedino na čemu je Papa radio sve do smrti bila je provedba reforme. Dao je odobrenje da se revidira Vulgata, koja je izdana za pape Siksta V. Bulom „Cogit Nos“ zabranio je, pod prijetnjom ekskomunikacije, bilo koji oblik klađenja koji se tiče izbora pape ili kardinala. U svom kratkom pontifikatu imenovao je samo pet kardinala, među kojima je i njegov nećak.
Pontifikat pape Grgura XIV. završio je 16. listopada 1591. godine. Preminuo je od bolesti bubrežnih kamenaca od kojih je bolovao dugi niz godina. Sahranjen je u bazilici sv. Petra u Rimu.